# 特倫特鎮區 (北卡羅萊納州勒諾縣)
特倫特鎮區（英語：Trent Township）是位於美國北卡羅萊納州勒諾縣的一個鎮區。

## 地方資料
特倫特鎮區的面積為129.50平方千米，皆為陸地。根據2020年美國人口普查的數據，當地共有人口3427人，而人口密度為每平方千米26.46人。